# Nara (single)
Nara is een single geschreven en uitgegeven door de broers Franz en Helmut Vonlichten van E.S. Posthumus in 2001. Het genre is Elektronische muziek. Het platenlabel is van Wigshop Records.
Nara wordt voor het televisieprogramma Cold Case gebruikt als introlied.